# Tredje internationalen

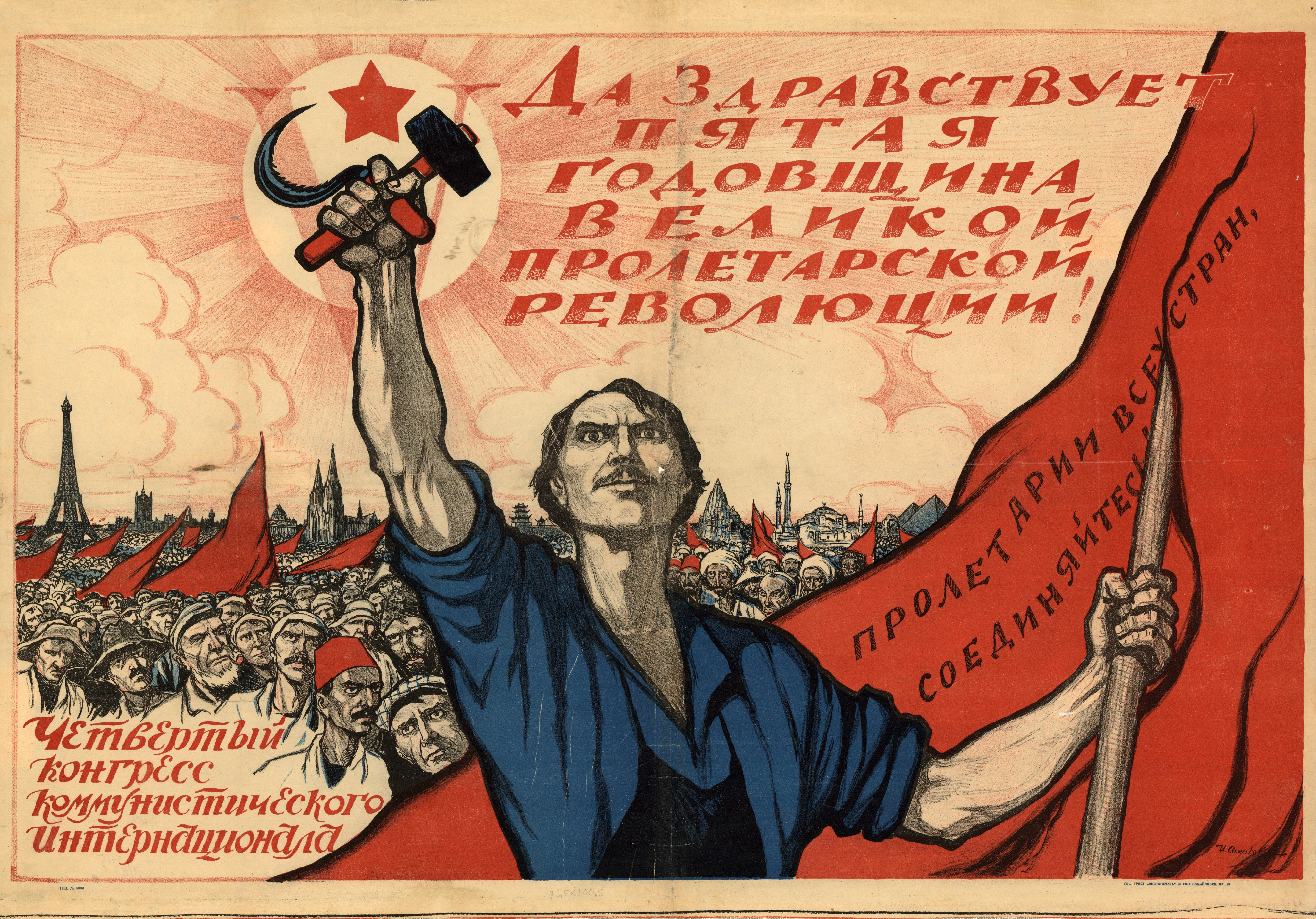
Affisch till fjärde kongressen 1922.

Tredje internationalen, ofta kallad Komintern[uttal saknas] efter Kommunistiska internationalen, var en sammanslutning av kommunistiska partier i världen, där medlemspartierna utgjorde sektioner i ett världsomspännande kommunistparti för att sprida revolutionen. 

## Organisation

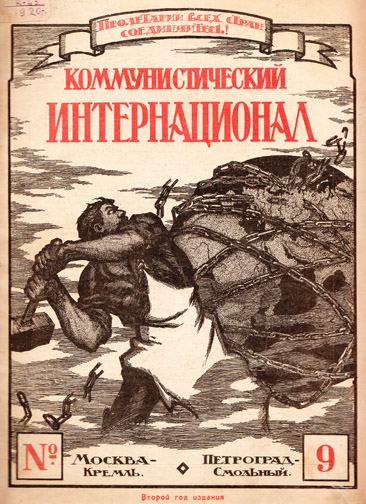
Ryskspråkiga utgåvan av Kominterns tidning

Internationalen bildades under ledning av Grigorij Zinovjev i Moskva 2 mars 1919, och upplöstes av Josef Stalin i maj 1943. Den efterträddes av Kominform 1947 (Kommunistiska Informationsbyrån). Mellan Komintern och Kominform verkade OVP - SUKP:s centralkommittés avdelning för utrikespolitiska angelägenheter. Högkvarteret var placerat i Moskva, och den mest långvariga av dess ordförande var den bulgariske kommunisten Georgi Dimitrov (1934–1943). 
Tron på en världsrevolutionen präglade bildandet av Komintern. Denna skulle övergå från en propaganda- till en kamporganisation. Istället för nationella partier skulle ”ett enda kommunistparti som förgrenar sig till olika länder” bildas. 
I de statuer som antogs var målet för Komintern en internationell sovjetrepublik med proletär diktatur. EKKI, exekutivkommittén, fattade bindande riktlinjer för alla till Komintern tillhöriga partier och organisationer. Den andra kongressen antog 21 teser (villkor) för medlemskap, vilket skulle leda till en avsedd utrensning av partier och personer som skadade den internationella disciplinen. 
SKP, Sveriges Kommunistiska Parti, bildade en sektion i Tredje Internationalen i mars 1921. Som sektion i Komintern var rätten att fatta beslut inte längre en intern partiangelägenhet. Enligt principen om demokratisk centralism låg den avgörande beslutsrätten hos Kominterns exekutivkommitté. 
Organisationen  var dock hårt centraliserad och stod under reellt bestämmande från Sovjetunionens kommunistparti i Moskva. Komintern var de ryska bolsjevikernas politiska redskap.  Med början 1924 och fram till 1928 stärkte Sovjetunionens kommunistiska parti (SUKP) sin ställning inom Komintern på de andra partiernas bekostnad. ”Under Kominterns fortsatta existens kom den i realiteten att vara underordnad SUKP och Sovjetunionens nationella intressen”. 
År 1928 hade Komintern 1,6 miljoner medlemmar, varav 440 000 utanför Sovjet.

### EKKI
Kongresser hölls åren 1919, 1920, 1921, 1922, 1924, 1928 och 1935. Då det kom att gå allt längre tid mellan kongresserna fick Kominterns exekutivkommitté — EKKI — allt större makt. EKKI är en akronym för tyskans Exetukive Kommitté der Kommunistischen Internationale. EKKI hade befogenhet att utfärda bindande direktiv för medlemspartierna, upphäva eller ändra deras beslut och utesluta enskilda, grupper eller hela partier ur Komintern. EKKI:s ledning, som bestod av ett hundratal ledamöter, sammanträdde två gånger om året, men den verkliga ledningen fanns hos presidiet med 30 ledamöter och dess politiska sekretariat med 11 ledamöter.

### Olika politiska linjer
Målsättningen med organisationen var inledningsvis att med alla tillgängliga medel, inklusive militärt, nedkämpa bourgeoisin, att med sovjetiskt understöd föra revolutionen vidare och upplösa nationalstaterna en efter en och omvandla dem till en internationell socialistisk sovjetrepublik (rådsrepublik). Inte bara ledningen utan också den politiska analysen ändrades i takt med svängningarna i Sovjetunionens interna politik. Under 1923 - 1925 etablerade sovjetstaten kommersiella och diplomatiska förbindelser med många länder. Detta innebar att sovjetiska  diplomater runt om i världen hade att förhålla sig till etablerad diplomatisk etikett och inte skapa onödiga konflikter genom att uttala sitt stöd för de kommunistiska systerpartierna i respektive land.1925 ansåg Stalin att kapitalismen befann sig i ett stabilt skede och såg inga möjligheter till socialistiska revolutioner i omvärlden inom de närmaste 15-20 åren. Som en återspegling av Sovjetunionens etablering av vedertagna internationella relationer inriktades Kominterns politik på "fredlig samlevnad" med borgerliga krafter och nära samarbete med de socialdemokratiska delarna av arbetarrörelsen.
I december 1927, omedelbart efter att Trotskij, Zinovjev och Kamenev hade uteslutits ur de ryska partiet, bedömde Stalin i stället att kapitalismens stabilisering och den fredliga samlevnaden nått sitt slut. Han förutsåg en period av imperialistiska angrepp mot Sovjetunionen och tryckte hårt på uppbygget av "socialismen i ett land" och nödvändigheten att förbereda försvaret av Sovjetunionen. Stalin såg Frankrike som den mest aggressiva fienden. Den framväxande nazismen såg han som en borgerlig kamporganisation med aktivt stöd från socialdemokratin, och Kominterns kongress 1928 byggde vidare på detta. De reformistiska socialdemokratiska partierna fick etiketten socialfascism och skulle betraktas som kommunismens farligaste fiender.

### Spanska inbördeskriget
I det Spanska inbördeskriget (1936-39) stödde Komintern den republikanska sidan genom internationella trupper. Stalins samtidiga inhemska förföljelse av "trotskister" tillämpades även i Spanien, vilket ledde till strider mellan Kominterns trupper och andra antifascistiska styrkor och mord på antistalinistiska vänsterprofiler i Spanien.

### Kinesiska revolutionen
I januari 1924 ingick det kinesiska kommunistparitet på Kominterns inrådan en formell allians med nationalistpartiet Kuomintang, som hade goda förbindelser med Sovjetunionen. Detta byggde på Stalins uppfattning att den kinesiska revolutionens uppgift vara att ena och modernisera Kina och vinna dess nationella oberoende, och inte att genomföra socialismen. Stalins linje kritiserades hårt av Trotskij och även Zinoviev och Kamenev såg de som felaktigt att låt den kinesiska kommunismen underordnas medelklassens parti.  1927 bröts alliansen och Kuomindangs ledare Chiang Kai-shek uteslöt kommunisterna ur sitt parti och skickade hem de sovjetiska rådgivarna. I april 1927 massakrerades minst 5000 kommunister och fackföreningsledare i Shanghai på order av Chiang Kai-shek. Händelsen ledde till att Stalins ställning och prestige inom Komintern tillfälligt försvagades.

### Fjärde internationalen
Under det sena 1920-talet bildades en vänsteropposition under ledning av Trotskij. Denna grupp stod utanför det sovjetiska kommunistpartiets inflytandesfär och kritiserades hårt av bland andra Stalin. 1929 utvisades Trotskij från Sovjetunionen. 1938 bröt vänsteroppositionen med Komintern och bildade Fjärde internationalen.1940 mördades han i Mexiko, sannolikt på order från Stalin.

## Internationell delaktighet
28 länders vänstersocialistiska partier var inbjudna att representera på den första kongressen.

### Sverige

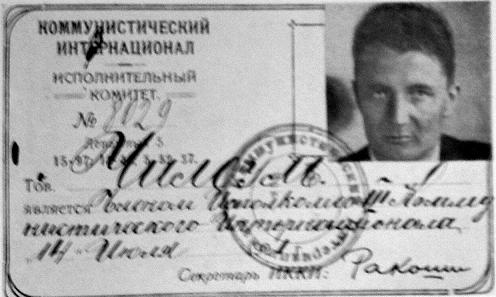
Karl Kilboms medlemskort i Komintern.

Sveriges socialdemokratiska vänsterparti (från 1921 Sveriges Kommunistiska Parti, nuvarande Vänsterpartiet) deltog i Komintern. 
Svenska delegater:
- Otto Grimlund
- Fredrik Ström
- Zeth Höglund
- Kata Dalström
- Karl Kilbom

De svenska kommunisterna var splittrade i sin syn på Komintern och partidelning skedde två gånger under 1920-talet.
När Sveriges kommunistiska parti (SKP) bildades utrensades begreppet ’socialdemokrati’ ur partinamnet. Partiets tidning Folkets Dagblad Politiken började i sidhuvudet att benämnas ”huvudorgan för Sveriges Kommunistiska parti (sektion av Kommunistiska Internationalen), just som tes nr:17 föreskrivit. 
Zeth Höglund uteslöts ur Komintern 1924. Enligt Zinovjev hade Höglund inte förstått den centralistiska principen, han obstruerade mot den officiella synen på religionen och var ett verktyg för borgarklassen. 

### Norge
Det norska Arbeiderpartiet var ett av de få socialdemokratiska partier som anslöt sig. Det uteslöts dock ur Komintern 1923 och de medlemmar som stannade kvar bildade Norges Kommunistiske Parti (NKP).

### Tyskland
I Europa i stort blev det en brytning mellan Komintern och andra vänsterkrafter. I Tyskland underlättade konflikten mellan kommunister (Tysklands kommunistiska parti, KPD) och socialdemokrater (Tysklands socialdemokratiska parti, SPD) möjligheten för nazisterna att attrahera massor av arbetare i sina led, samtidigt som det kommunistiska "hotet mot nationen" framhölls, efter uppror och väpnad kamp av frikårer, såsom spartakistupproret. KPD, som var det största kommunistpartiet utanför Sovjetunionen, förbjöds 1933 då Adolf Hitler kommit till makten, som "nationellt revolutionärt hot" efter den anlagda riksdagshusbranden. Tyskland och Japan undertecknade 1936 Antikominternpakten, till vilken dryga tiotalet andra länders regimer anslöt sig, bland andra de i Spanien, Danmark, Finland och Rumänien.

### Kina
Representanter från Komintern var närvarande då Kinas kommunistiska parti (KKP) grundades i Shanghai 1921 av bland andra Mao Zedong (lokalen där KKP:s grundande ägde rum finns fortfarande kvar att besöka, den utgör idag del i shoppinggallerian Xintiandi ägd av Shui On Land från Hongkong). De nära kontakterna mellan KKP och Sovjetunionens kommunistiska parti fördjupades efter Folkrepubliken Kinas grundande den 1 oktober 1949 och bröts slutligen 1960 i samband med den kinesisk-sovjetiska splittringen.

## Upplösning
Komintern höll sju kongresser under tiden 1919 till 1935, innan organisationen upplöstes 1943. 
Ofta hävdas det att Tredje internationalen upplöstes eftersom Sovjetunionen ville lugna sina allierade i andra världskriget, främst Storbritannien och Förenta staterna, så att de inte skulle ha misstanken att Sovjetunionen bedrev en politik som försökte underblåsa revolutionen i andra länder. Under krigets två sista år anpassade Stalin sig till anti-Hitler-koalitionen, men så snart sovjetisk kontroll upprättats med marionettregimer i Östeuropa, bildades Kominform, 1947.

## I populärkulturen
- På skivan Första maj spelade Finn Zetterholm och Bengt Sändh in en låt om Tredje internationalen som heter Komintern.[16]